# Hugo Walser
Hugo Walser (* 1. Juni 1940; † 12. Juli 2005 in Schaan) war ein Liechtensteiner Leichtathlet, der auf den Mittelstreckenlauf spezialisiert war.
Walser nahm bei den Olympischen Spielen 1964 in Tokio teil. In den Wettkämpfen über 800 m und 1500 m schied er jeweils im Vorlauf aus.
Seine persönlichen Rekorde (1:55,9 min über 800 m und 3:53,3 min über 1500 m) waren zugleich seinerzeit Nationale Rekorde. Auch sein Rekord von 2.28,1 min über 1000 Meter konnte bisher nur von Günther Hasler im Jahr 1978 unterboten werden.